# Ele.me
Ele.me — китайский стартап по заказу и доставке еды. Он был основан в 2008 году студентами Шанхайского университета транспорта Каном Цзя и Чжаном Сюйхао.
В апреле 2018 года Ele.me была приобретена Alibaba Group за 9,5 млрд $, продолжив работать под собственным брендом.

## История
Ele.me (переводится с китайского как «Проголодался?») — это online-to-offline (O2O) платформа по доставке еды в Китае. Она была основана в 2008 году Кан Цзя и Чжан Сюйхао в Шанхае. В настоящее время платформа развивается и управляется компанией Lazhasi Network Technology (Shanghai) Co., LTD. К концу декабря 2016 года Ele.me осуществляла доставку в более чем 2000 городах Китая, имела 1,3 миллиона ресторанов, 15 тысяч сотрудников и принимала более девяти миллионов заказов ежедневно. Кроме того, свыше трёх миллионов водителей зарегистрировались в Fengniao Delivery (суб-сервис Ele.me).
27 января 2015 года Ele.me завершила финансирование серии E и привлекла более 350 млн $ инвестиций от CITIC PE, Tencent Holdings, JD.com (Joybuy), Hongshan Capital (Sequoia Capital) и Dianping.com.
28 августа 2015 года Ele.me объявила о привлечении 350 млн $ для финансировании серии F. Наиболее крупными инвесторами стали CITIC PE, Hualian Group, China Media Capital (CMC), Gopher Asset, Tencent Holdings, JD.com (Joybuy) и Hongshan Capital (Sequoia Capital).
24 ноября 2015 года Ele.me получила стратегические инвестиции Didi Chuxing.
17 декабря 2015 года Alibaba Group инвестировала 1,25 млрд $ в компанию Ele.me.
20 апреля 2017 года при поддержке и руководстве Пекинской администрации по контролю за продуктами и лекарствами крупнейшие онлайн-платформы по доставке еды в Китае Ele.me, Meituan Dianping, Baidu Takeaway и Daojia основали добровольные профсоюз.
28 февраля 2018 года было объявлено, что Alibaba Group ведёт переговоры о приобретении Ele.me. 2 апреля 2018 года Alibaba приобрела Ele.me за 9,5 млрд $.